# Liste von Jazzfestivals in der Slowakei
In der Listen von Jazzfestivals in der Slowakei sind Jazz-Veranstaltungen aufgeführt, die in der Slowakei regelmäßig stattfinden.
| Festival               | seit | Monat     | Ort                  | Nachweis |
| ---------------------- | ---- | --------- | -------------------- | -------- |
| Jazz for Sale Festival | 2009 | Mai       | Košice               |          |
| Open Jazz Fest         | 2008 | Juli      | Nové Mesto nad Váhom |          |
| Jazz Festival Mikuláš  | 2005 | Juli      | Liptovský Mikuláš    |          |
| Jazzyk Travná          | 2004 | Juli      | Travná               |          |
| Jazz Fest Žilina       | ?    | September | Žilina               |          |
| Trenčín Jazz Festival  | 1993 | September | Trenčín              |          |
| Jazz Prešov            | 1991 | Oktober   | Prešov               |          |
| Bratislava Jazz Days   | 1974 | Oktober   | Bratislava           |          |